# USS South Dakota (BB-57)
USS South Dakota (BB-57) byla americká bitevní loď stejnojmenné třídy, která se účastnila bojů druhé světové války. Loď měla další tři sesterské lodě (Indiana, Massachusetts a Alabama). Loď se účastnila námořní bitvy u Guadalcanalu, poškození ji ale zabránilo se do boje výrazněji zapojit. Loď přečkala válku a nakonec byla sešrotována.

## Služba

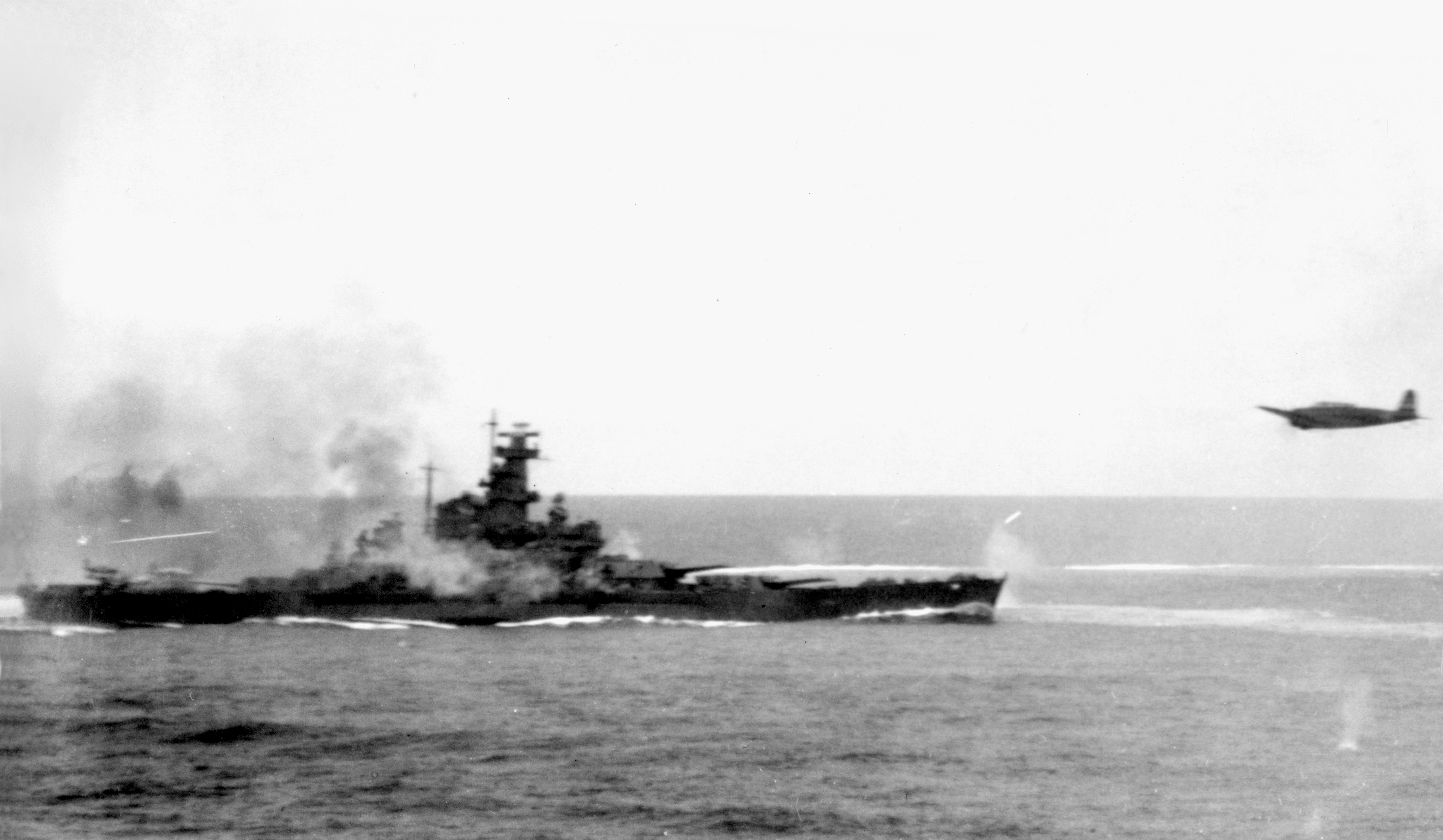
South Dakota pálí na japonský letoun během bitvy u ostrovů Santa Cruz.

USS South Dakota nejdříve působila v Atlantském oceánu a krátce po uvedení do služby se vydala 21. srpna 1942 do Tichého oceánu. Okamžitě se zapojila do boje o Guadalcanal. V říjnu 1942 byla její přední dělová věž zasažena japonskou pumou během akce u ostrovů Santa Cruz. Následně se srazila s lodí USS Mahan. Opravy proběhly na místě, ale zanedlouho byla opět vážně poškozena při japonském pokusu o ofenzívu při Guadalcanalu v noci z 14. na 15. listopadu. V boji byla zasažena palbou japonské lodi Kirišima a i díky zásahu bitevní lodi USS Washington nebyla potopena.
Následující opravy již probíhaly v USA a South Dakota se přesunula do Atlantiku, kde působila spolu s britskou flotilou od února do srpna 1943.
Později se opět vrátila do Tichého oceánu a zapojila se do akce u Gilbertových a Marshallových ostrovů. Zde podporovala invazní jednotky při invazi od listopadu 1943 do února 1944. V létě 1944 působila v oblasti Mariánských ostrovů, kde bombardovala pobřeží ostrovů Saipan a Tinian. V bitvě o Filipínské moře v červnu 1944 byla opět zasažena japonskou pumou. Po opravách se až do konce války v Pacifiku stala doprovodnou lodí svazu letadlových lodí, které podnikaly útoky na Japonské ostrovy. Také v té době podporovala vylodění invazních jednotek na ostrovy Leyte, Luzon a Iwodžima. V březnu a dubnu 1945 spolu s ostatními bojovými loděmi bombardovala cíle na ostrově Okinawa. V červenci útočila i na samotné japonské ostrovy a 2. září 1945 byla přítomna v Tokijském zálivu při formální kapitulaci Japonska.
USS South Dakota se krátce po skončení války vrátila do USA. V roce 1947 se stala součástí rezervní flotily Spojených států a byla mimo provoz až do 25. října 1962, kdy byla prodána do šrotu.